# Rittgarten

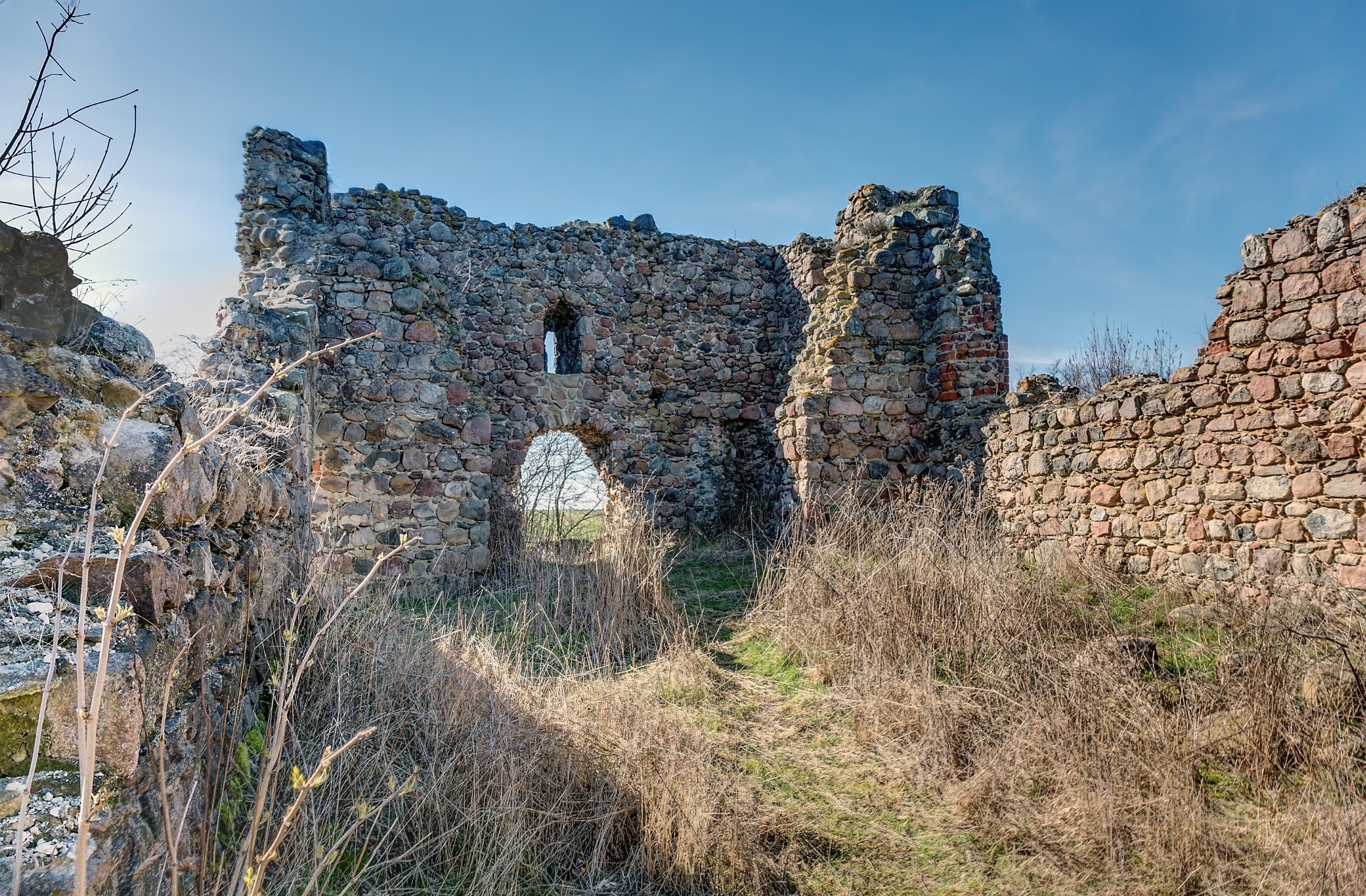
Denkmal Ruine der „Wüsten Kirche“

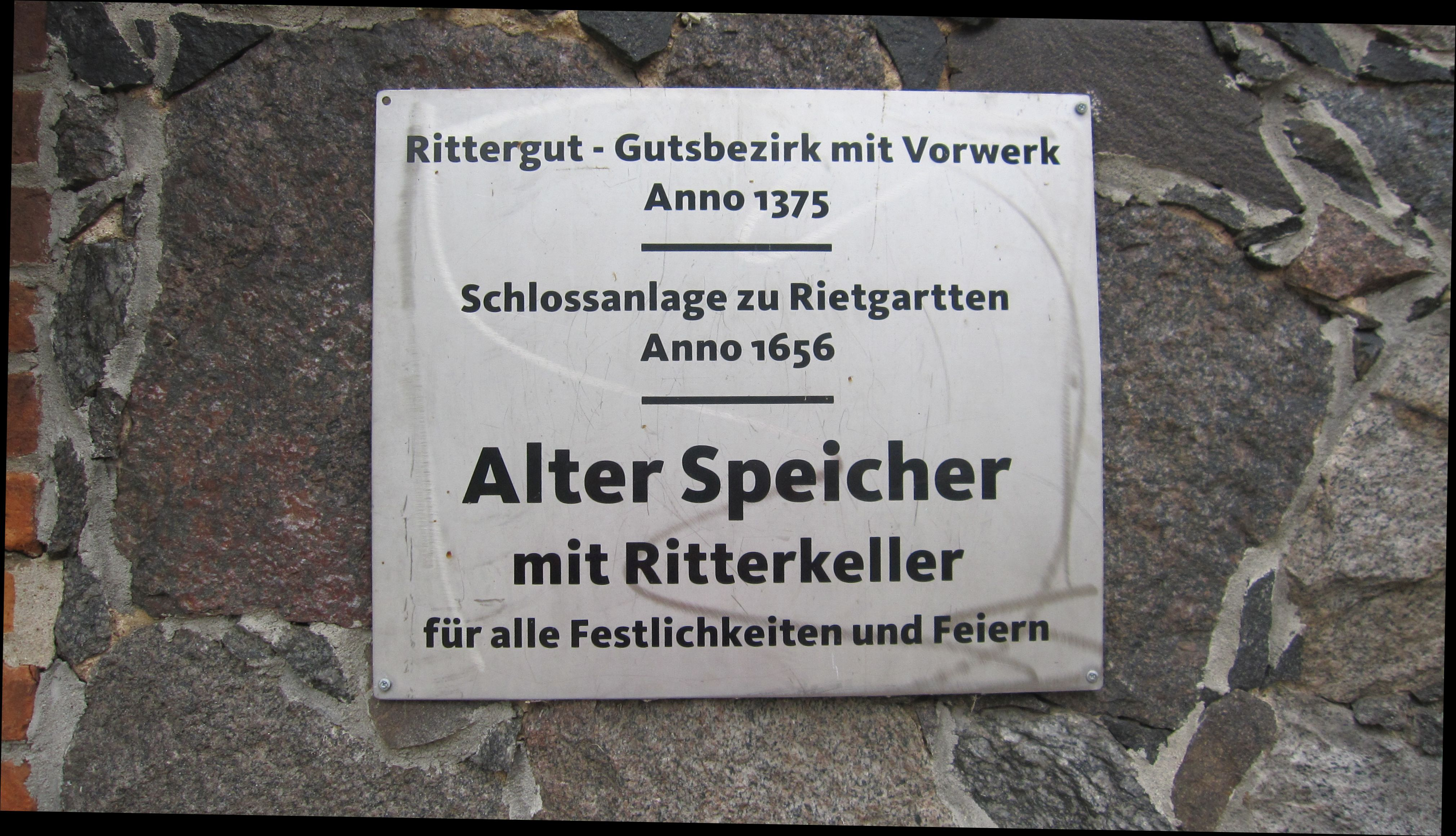
Informationstafel Speicher Gutshof Rittgarten

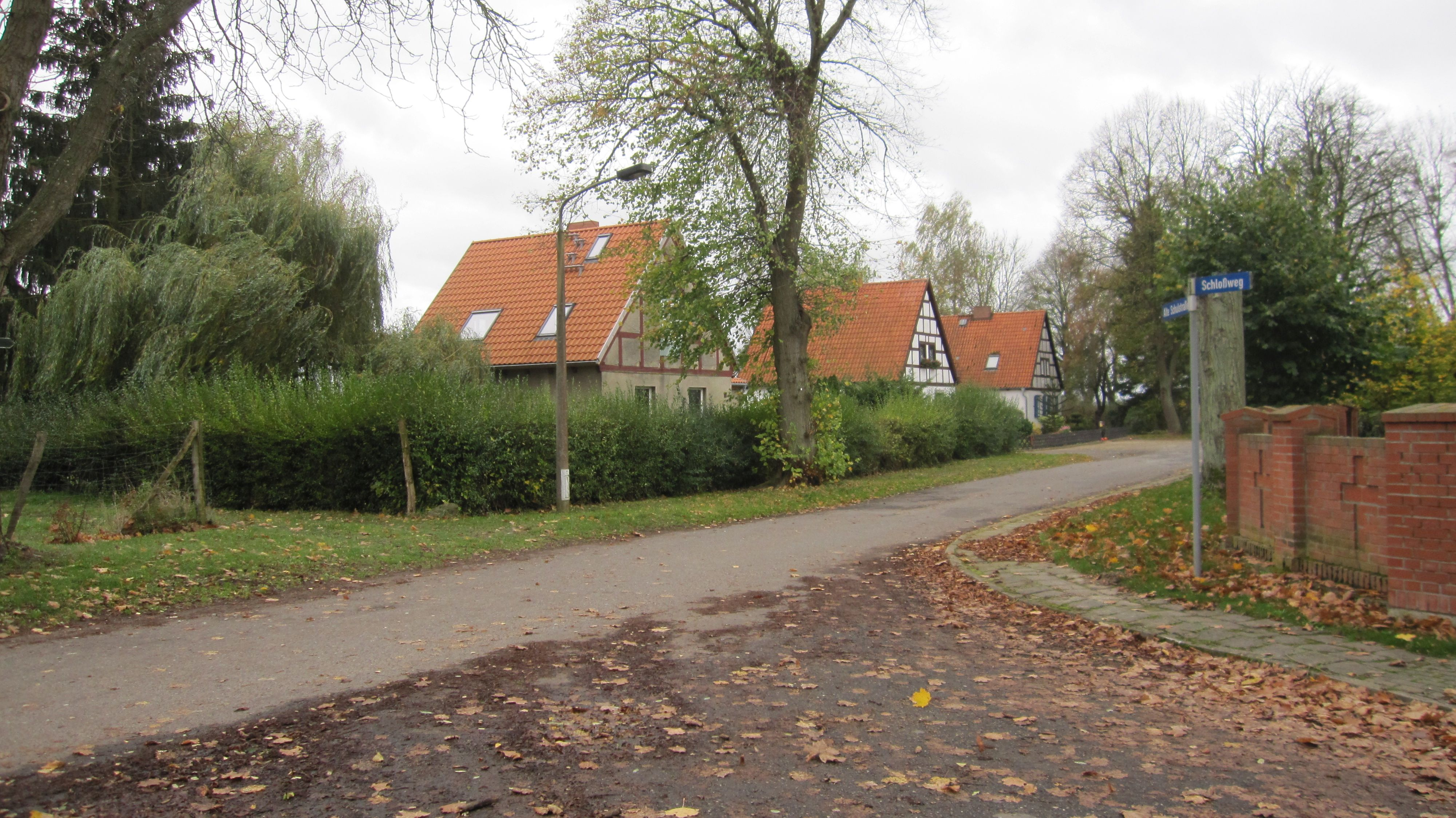
Denkmal „Wohnhausgruppe für Gutsmitarbeiter“; rechts ist die Friedhofsmauer zu sehen

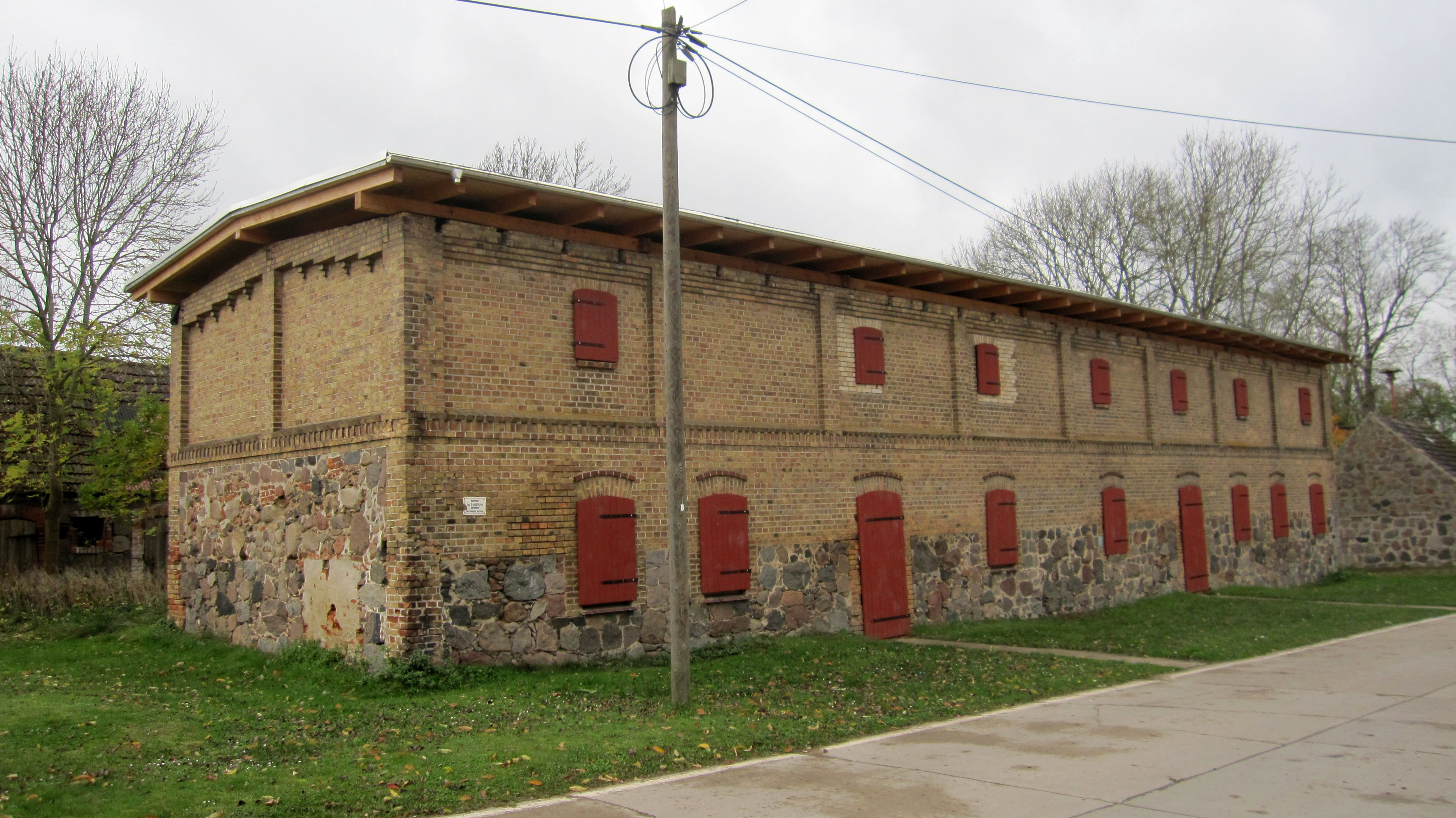
„Schnitterkaserne“ in der Lindenstraße

Rittgarten (Rittgarten und Rittgarten Ausbau) ist ein 6,71 km² großer und 124 Einwohner zählender Gemeindeteil von Nordwestuckermark im Landkreis Uckermark in Brandenburg.

## Geschichte

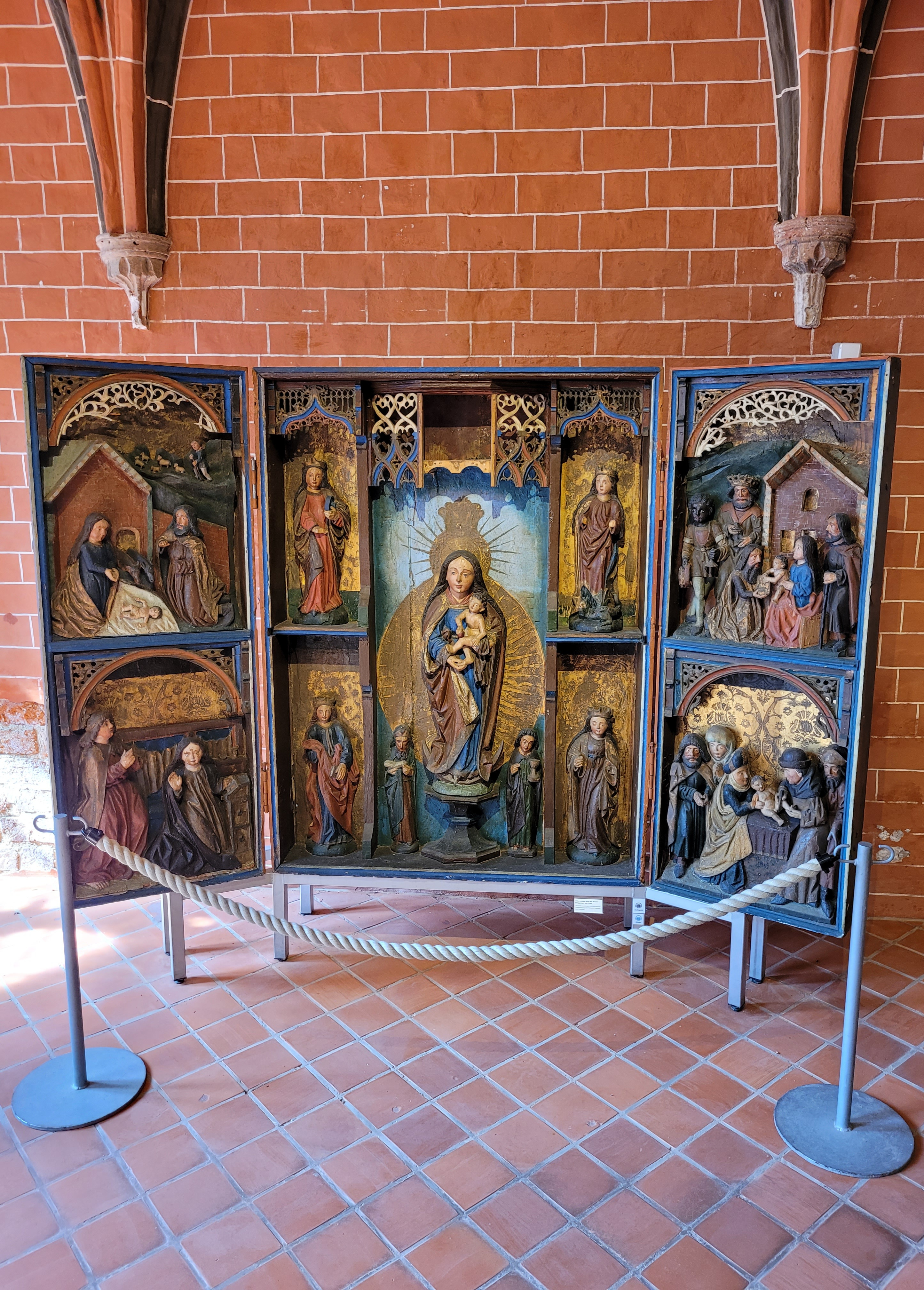
Altarretabel der Rittgartener Kirche im Stadtmuseum Prenzlau

Die Entstehung von Rittgarten ist im Zusammenhang mit der Geschichte des benachbarten Gemeindeteils Wittstock zu verstehen. Wittstock wurde im Jahre 1298 als „Wizstocke“ erstmals urkundlich erwähnt. Wie viele der im 12./13. Jahrhundert gegründeten Orte der Uckermark war auch Wittstock schon im 14./15. Jahrhundert durch Raub, Krieg und Agrarkrise zur Wüstung geworden. Die zwischen den Gemeindeteilen Rittgarten und Augustfelde gelegene, denkmalgeschützte Ruine der „Wüsten Kirche“, frühere Dorfkirche aus dem 13. Jahrhundert, erinnert an diese Zeit. Im 16. Jahrhundert kam es zur Teilung der „wüsten Feldmark Wittstock“. Es wurden die Rittergüter Wittstock und Rittgarten gebildet. Der Gutsbezirk Rittgarten und die Gemeinde Rittgarten wurden 1928 vereint. Schloss und Gutshof des Adelsgeschlechts von Arnim mit ihrem ausgedehnten, denkmalgeschützten Landschaftspark aus dem 19. Jahrhundert bilden noch heute das markanteste Gebäudeensemble des Ortes. Eine der bekanntesten historischen Persönlichkeiten ist der Kommunalpolitiker Dietloff von Arnim (1879–1945), regelmäßig auch von Arnim-Rittgarten genannt. Die „Wohnhausgruppe für Gutsmitarbeiter“, Alte Schulstraße 1, 3, 5, steht ebenfalls unter Denkmalschutz.
Rittgarten wurde am 1. April 1979 nach Schapow eingemeindet. Schapow war bis zum 31. Oktober 2001 eine eigenständige Gemeinde und bildet seitdem einen Ortsteil der amtsfreien Gemeinde Nordwestuckermark.

## Kirche
Die 1711 erbaute Dorfkirche, die auf dem noch geöffneten Friedhof stand, ist abgerissen. Ein Glockenstuhl mit Glocke erinnert hier an die Kirche Rittgarten. Das Altarretabel befindet sich im Stadtmuseum Prenzlau. Der protestantische Teil der Bevölkerung Rittgartens gehört heute zum Evangelischen Pfarramt Fürstenwerder.

## Verkehr
Rittgarten ist über die Bundesstraße 198 an das Fernstraßennetz angeschlossen. Ein Bahnanschluss besteht nicht mehr. Die Bahnstrecke Prenzlau–Dedelow–Fürstenwerder der Prenzlauer Kreisbahnen, am 2. Dezember 1902 als Kleinbahn eröffnet und nach 1945 von der Deutschen Reichsbahn betrieben, wurde am 30. September 1978 stillgelegt. Eine taktgebundene Busverbindung, ergänzt durch einen „RufBus“, der Uckermärkischen Verkehrsgesellschaft (UVG) im Verkehrsverbund Berlin-Brandenburg verbindet Rittgarten mit der Kreisstadt Prenzlau.

## Nahversorgung
Der Konsum im Ort wurde schon kurz nach der Wiedervereinigung geschlossen. Hofläden und fahrbare Verkaufsgeschäfte, teilweise in Bio-Qualität, übernehmen heute die fußläufige Versorgung mit Lebensmitteln.